# ヒュロノメー

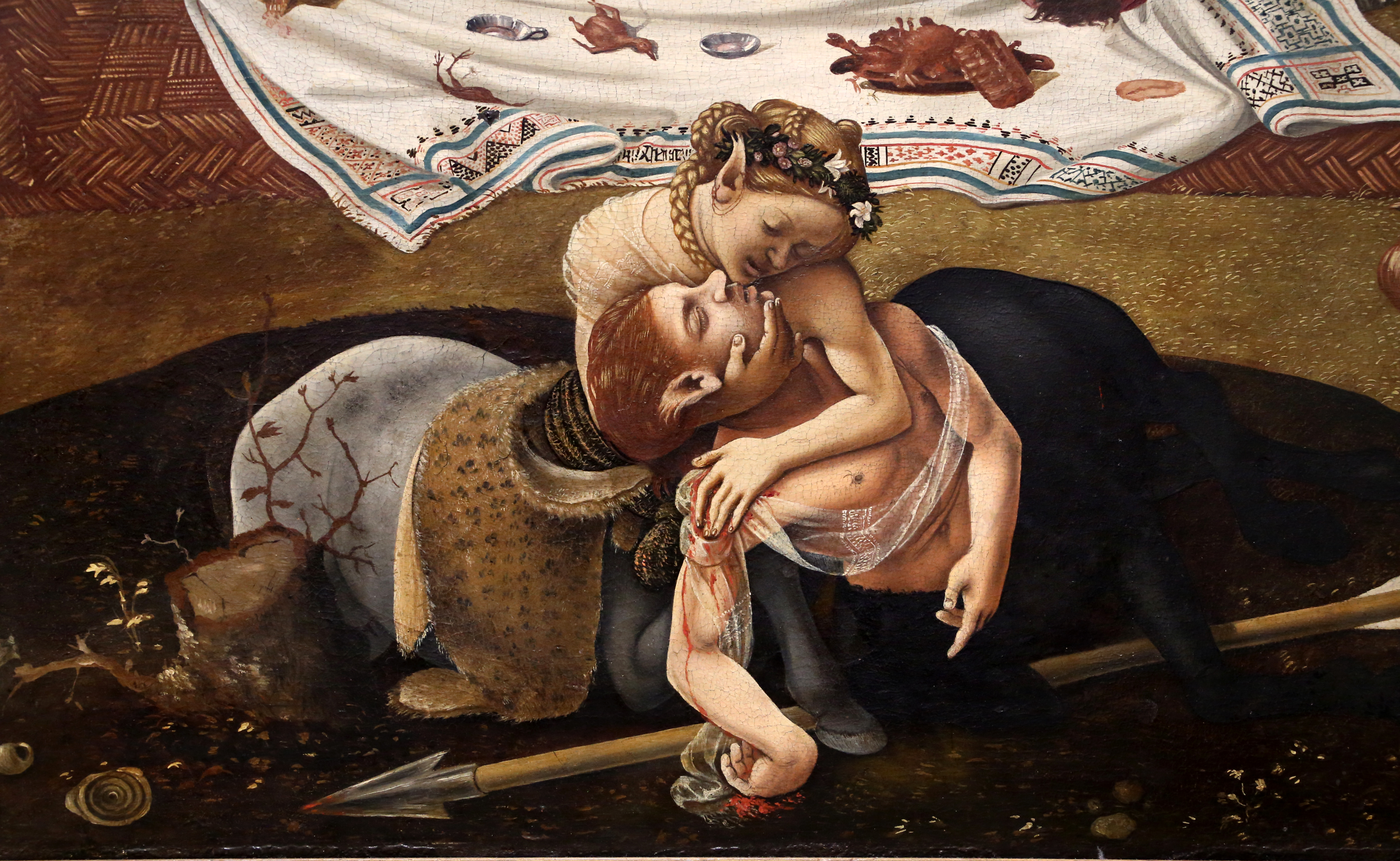
ピエロ・ディ・コジモの絵画『ラピテス族とケンタウロスの戦い』に描かれたヒュロノメーとキュラロス。

ヒュロノメー（古希: Ὑλονόμη, Hylonomē）は、ギリシア神話に登場するケンタウリス（雌のケンタウロス）である。長母音を省略してヒュロノメとも表記される。
オウィディウスの『変身物語（転身物語）』巻12で語られているラピテース族の王ペイリトオスとヒッポダメイアの結婚式で起きたラピテース族とケンタウロス族との戦いのエピソードに登場する。

## 説話
テッサリアー地方のケンタウレの間でもヒュロノメーほど美しい女性はおらず、同じく美貌で知られたケンタウロスであるキュラロスの心を艶やかな物腰と愛の告白でつかんで結ばれた。
ヒョロノメーは半人半馬の姿に出来るだけの身だしなみに気を遣い、常にその毛並みを整えてローズマリー（迷迭香）やバラやすみれで編んだ花環を首にかけたり、時には白い百合の花をさしたりした。また、山の頂から湧きだした泉で1日に2回顔を洗ったり、水浴びをしていた。キュラロスとは互いに愛し合っており、一緒に山野を駆けたり、洞窟で身体を休めたりしており、戦いのきっかけとなったペイリトオスとヒッポダメイアの結婚式にも一緒に参列していた。
キュラロスとヒョロノメーも戦いに巻き込まれたが、その最中に飛んできた槍がキュラロスの首と胸の間に刺さって心臓をかすった。すぐにキュラロスの身体は冷たくなっていき、それを見たヒョロノメーは彼の身体を抱きしめて傷口を手でふさいだり、口づけをして何とか魂が身体から抜けるのを止めようとしたが、それが無理だと悟ると、絶叫しながら夫の命を奪った槍先にうつ伏せになると、槍に己の身体を貫かせ、キュラロスの身体を抱きしめながら死んだという。
ケンタウロス族小惑星ヒュロノメはヒュロノメーにちなんで名付けられた。